# A békaherceg
A Békaherceg (eredeti cím: The Frog Prince) 1986-ban bemutatott  amerikai–izraeli film, amely A békakirály című Grimm-mese alapján készült. A forgatókönyvet Jackson Hunsicker írta, a filmet Jackson Hunsicker rendezte, a zenéjét Kenn Long és Neil Richardson szerezte, a producere Patricia Ruben volt, a főszerepben John Paragon, Helen Hunt és Aileen Quinn látható. A Cannon Group készítette.
Nagy-Britanniában 1986. október 5-én, Amerikában 1988. június 1-jén mutatták be a mozikban. Magyarországon két szinkronos változat is készült belőle, amelyből az elsőt az MTV2-en 1991. április 1-jén, a másodikat a TV2-n 2000. április 24-én vetítették le a televízióban.

## Szereplők
| Szereplő                     | Színész                                                                       | Magyar hang                     | Magyar hang                    |
| Szereplő                     | Színész                                                                       | 1. magyar szinkron (MTV2, 1991) | 2. magyar szinkron (TV2, 2000) |
| ---------------------------- | ----------------------------------------------------------------------------- | ------------------------------- | ------------------------------ |
| Békakirályfi                 | John Paragon                                                                  | Bognár Zsolt                    | Kőszegi Ákos                   |
| Békakirályfi                 |                                                                               |                                 |                                |
| Zora hercegnő                | Aileen Quinn                                                                  | Somlai Edina                    | Bogdányi Titanilla             |
| Zora hercegnő                | 12 éves hercegnő.                                                             |                                 |                                |
| Henrietta hercegnő           | Helen Hunt                                                                    | Kiss Erika                      | Urbán Andrea                   |
| Henrietta hercegnő           | 16 éves hercegnő, Zora hercegnő nővére.                                       |                                 |                                |
| William Király               | Clive Revill                                                                  | Hollósi Frigyes                 | Versényi László                |
| William Király               | Az király, Zora és Henrietta nagybátyja.                                      |                                 |                                |
| Dulcey                       | Seagull Cohen                                                                 | Kocsis Mariann                  | Zakariás Éva                   |
| Dulcey                       | Henrietta hercegnő barátnője, aki sajnálja Zora hercegnőt és titkos barátját. |                                 |                                |
| Szakács                      | Eli Gorenstein                                                                | Jáki Béla                       | Wohlmuth István                |
| Szakács                      |                                                                               |                                 |                                |
| Von Whobble báró             | Shmuel Atzmon                                                                 | Csikos Gábor                    | Papp János                     |
| Von Whobble báró             |                                                                               |                                 |                                |
| Udvarmester                  | Jeff Gerner                                                                   | Kristóf Tibor                   | Rudas István                   |
| Udvarmester                  |                                                                               |                                 |                                |
| Apród                        | Aaron Kaplan                                                                  | Teizi Gyula                     | Szokol Péter                   |
| Apród                        |                                                                               |                                 |                                |
| Hétalvó őr                   | Moshe Ish-Kassit                                                              | Zágoni Zsolt                    | Szűcs Sándor                   |
| Hétalvó őr                   | Az őr, aki a kapunál alszik, mert egész éjjel örködött.                       |                                 |                                |
| Kukta                        | N/A                                                                           | Imre István                     | Seder Gábor                    |
| Kukta                        | A szakács egyik segédje.                                                      |                                 |                                |
| Tanácsosok                   | N/A                                                                           | Surányi Imre Kardos Gábor       | Lázár Sándor Holl János        |
| Tanácsosok                   | William Király két tanácsosa a többi közül.                                   |                                 |                                |
| Főcím, stáblista felolvasása | –                                                                             | Bay Éva                         | Zahorán Adrienn                |

## Érdekességek
A háromszoros harsona szó hallatszott, mint Ico, a bátor lovacska című argentin rajzfilmnek a végén.

## Televíziós megjelenések
- 1. magyar szinkron: TV-2, M1
- 2. magyar szinkron: TV2, Paramount Channel